# Zavadilka (České Budějovice)
Zavadilka je část Českých Budějovic ležící mezi sídlištěm Máj a Haklovými Dvory v západní části města, na katastrálním území Haklovy Dvory.

## Historie a vývoj
Zavadilka je zpočátku zmiňována v souvislosti s hostincem při cestě na Haklovy Dvory, jejichž součástí osada původně byla. Roku 1930 zde ve čtyřech staveních bydlelo 14 obyvatel a k původním samotám postupně přibývaly rodinné domy. Zavadilka byla spolu s Haklovými Dvory ke krajskému městu připojena 30. dubna 1976.
Růst rychle pokračoval; v roce 2009 byl počet obyvatel Zavadilky 845, v roce 2011 jich bylo uvedeno 931, z nichž 51 % tvořili lidé narození v obci. V letech 1991–2014 na Zavadilce proběhla podle developerského projektu výstavba dvou set domů, což byla pro starousedlíky do té doby nezvyklá situace. Roku 2009 web města uváděl, že se velikost původní obce zdvojnásobil. Už v roce 2005 se objevily návrhy na odtržení od města a protesty proti změnám v územním plánu, v roce 2010 rezidenti požadovali zřízení obytné zóny. O rok dříve bylo také navrženo přejmenování místních ulic, kde byly domy označovány pouze číslem popisným, což ztěžovalo orientaci, nicméně ještě v roce 2020 se na mapách nadále uváděla pouze ulice Zavadilka.
Dnes je známou rezidenční čtvrtí moderních Českých Budějovic se začleněním do městské části České Budějovice 2.

### Služby
Zavadilka je především urbanistickou částí města. Je obsluhována linkou číslo 1 městské hromadné dopravy se dvěma zastávkami, Zavadilka a Zavadilka, zahrádky. Zastávka Zavadilka slouží rovněž autobusům meziměstské dopravy z Českých Budějovic směrem do Záboří a Prachatic společností GW BUS a.s. a ČSAD autobusy České Budějovice a.s.
Od září 2007 zde působí Soukromá základní umělecká škola Zavadilka, o.p.s., v roce 2016 byl u hlavní silnice zřízen Útulek pro kočky města České Budějovice.
Zavadilka je také jedním z lesnických úseků obhospodařovaných společností Lesy a rybníky města Českých Budějovic s.r.o.

## Památky a zajímavosti
Zavadilka se rozkládá v těsné blízkosti Branišovského lesa opředeného mnoha příběhy, pověstmi a obtížně vysvětlitelnými událostmi. Od sídliště Máj na Zavadilku vede naučná stezka Branišovský les s řadou informačních tabulí spojených s tematikou lesa. Na západním okraji lesa, na katastrálním území obce Branišov, se nachází zvířecí hřbitov.

## Galerie

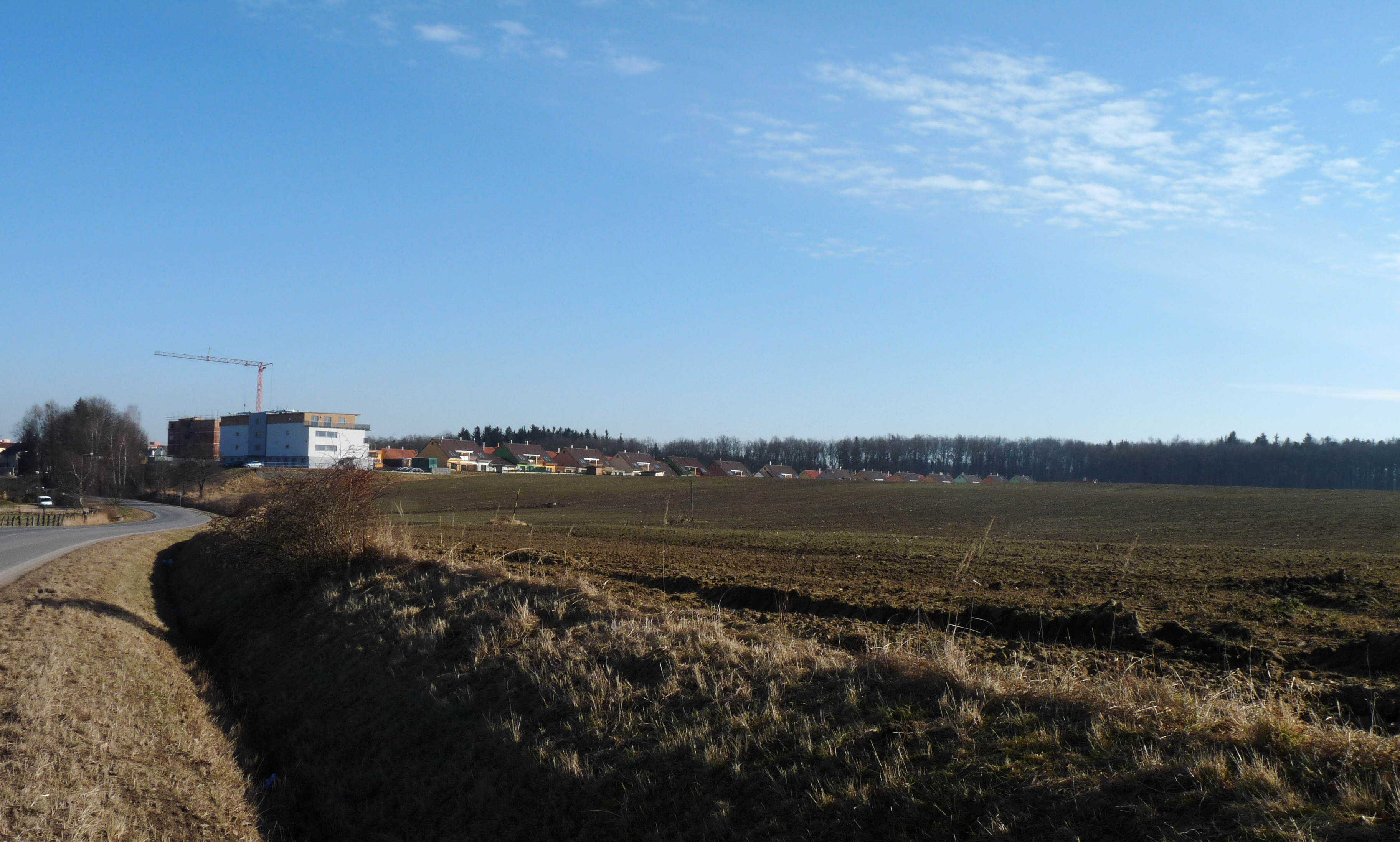
Krajina severně od zástavby
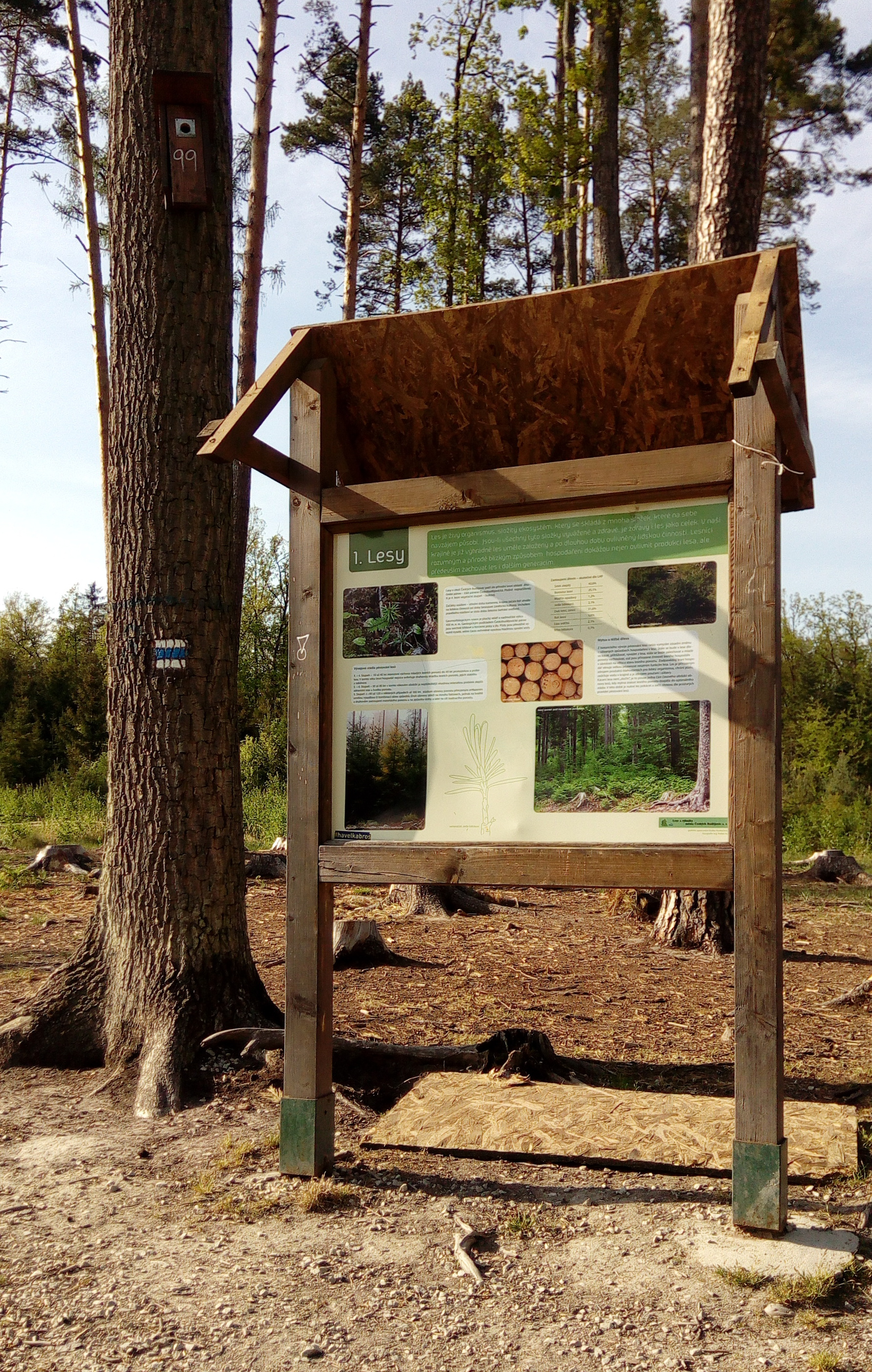
Infotabule naučné stezky Branišovský les
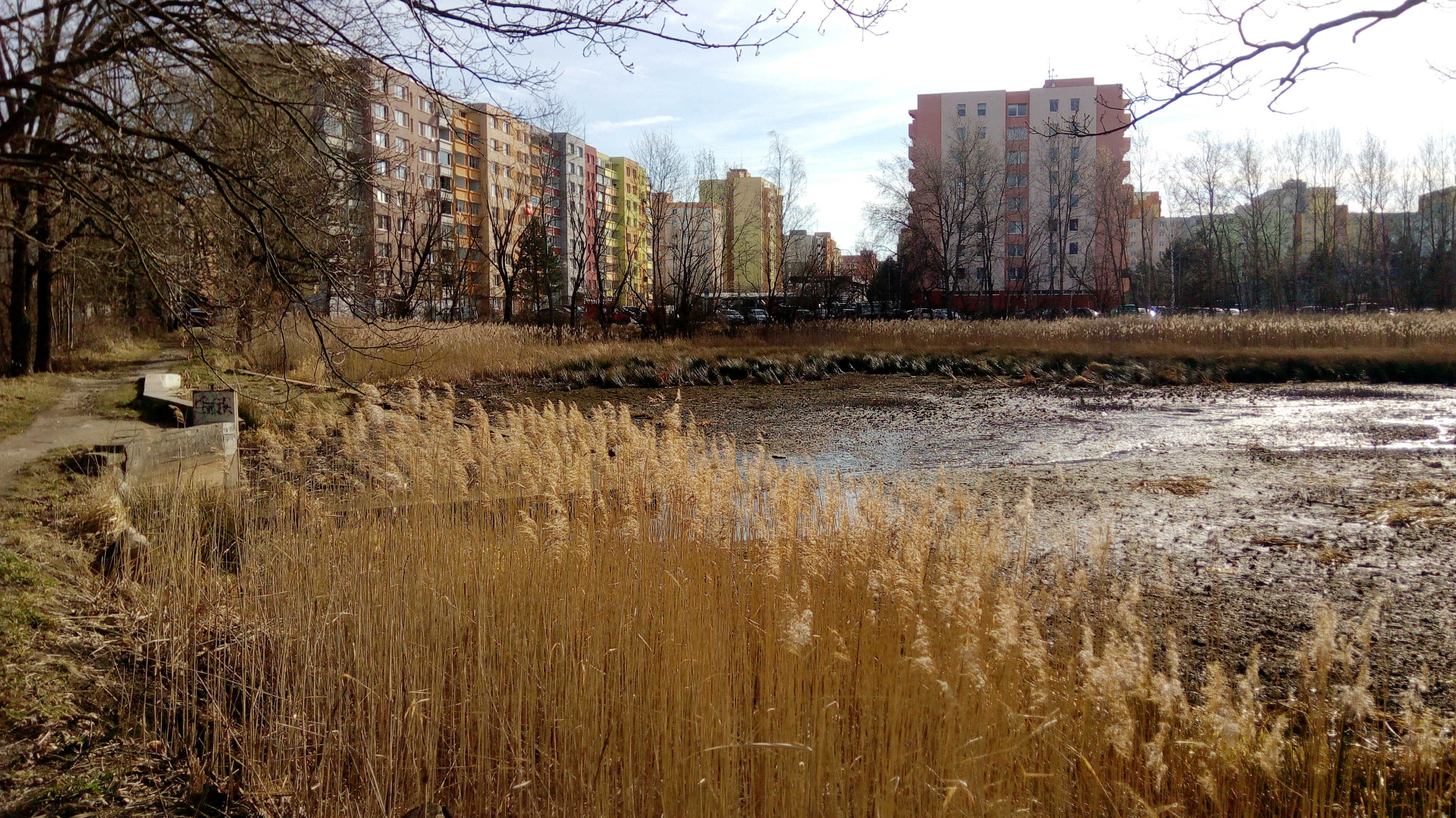
Lišovský rybník oddělující Zavadilku od sídliště Máj
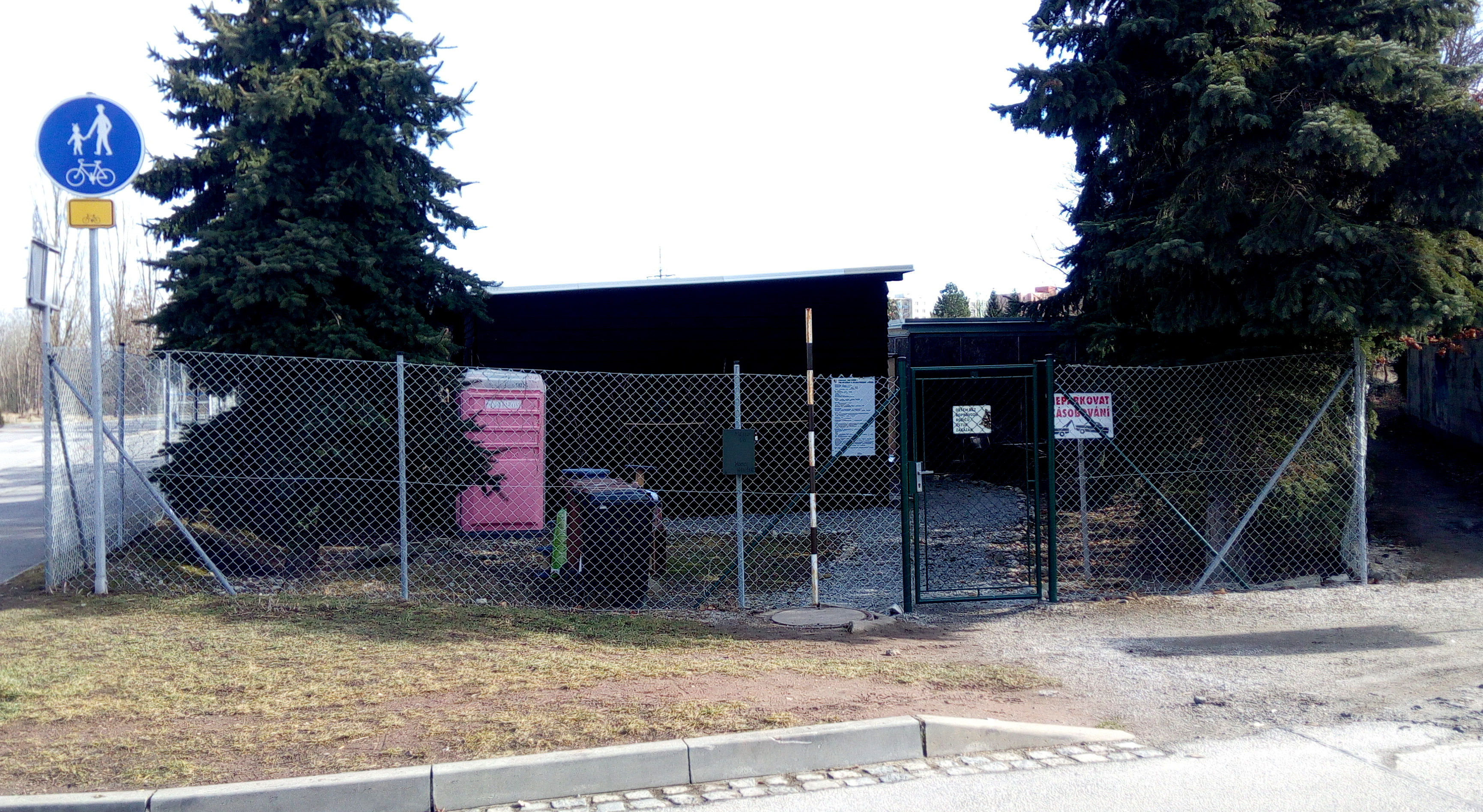
Útulek pro kočky
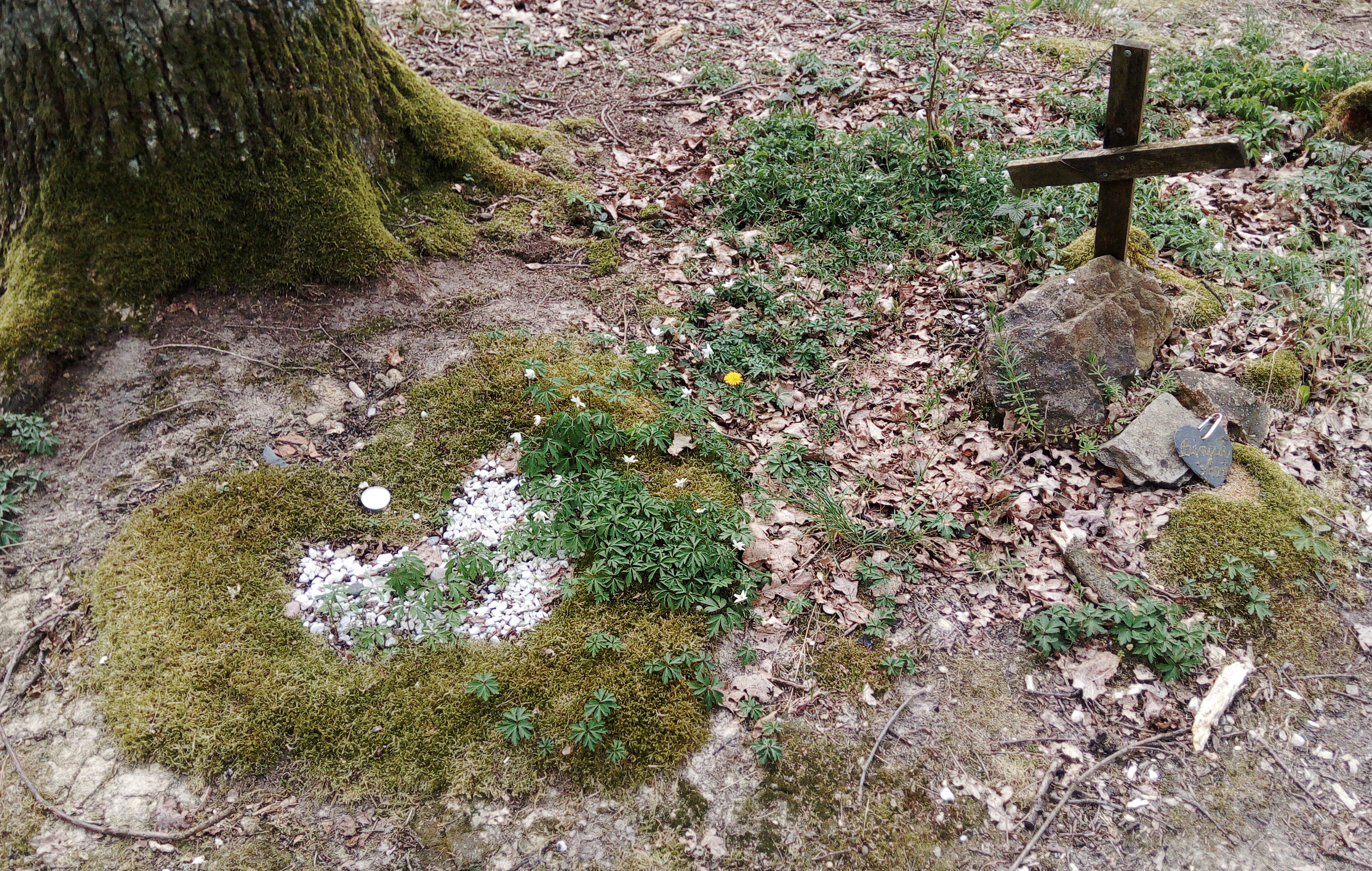
Zvířecí hřbitov mezi Zavadilkou a Branišovem